# رافاييل ليفاندوفسكي
رافاييل ليفاندوفسكي (بالفرنسية: Rafael Lewandowski)‏ (و. 1969  م) هو مخرج أفلام، وكاتب سيناريو من فرنسا، وبولندا، ولد في رانس.

## جوائز
حصل على جوائز منها:

نيشان الفنون والآداب من رتبة فارس

## وصلات خارجية
- رافاييل ليفاندوفسكي على موقع IMDb (الإنجليزية)
- رافاييل ليفاندوفسكي على موقع قاعدة بيانات الفيلم (الإنجليزية)

- رافاييل ليفاندوفسكي في قاعدة بيانات الأفلام على الإنترنت